# 冈格阿普城
冈格阿普城（Gangapur City），是印度拉贾斯坦邦Sawai Madhopur县的一个城镇。总人口96794（2001年）。

## 人口
该地2001年总人口96794人，其中男性51619人，女性45175人；0—6岁人口16084人，其中男8519人，女7565人；识字率60.92%，其中男性为71.99%，女性为48.27%。